# Panzer Elite
Panzer Elite är ett andra världskrigets tanksimuleringsspel där spelaren styr en pluton med fyra eller fem tankar på antingen den tyska eller den amerikanska sidan. Spelet utvecklades av Wings Simulation för Microsoft Windows-plattformen, och publicerades första gången av Wings moderbolag Psygnosis 1999.